# Arquidiócesis de Curitiba
La arquidiócesis de Curitiba (en latín: Archidioecesis Curitiben(sis) y en portugués: Arquidiocese de Curitiba) es una circunscripción eclesiástica latina de la Iglesia católica en Brasil, sede metropolitana de la provincia eclesiástica de Curitiba. La arquidiócesis tiene al arzobispo José Antônio Peruzzo como su ordinario desde el 7 de enero de 2015. 

## Territorio y organización
La arquidiócesis tiene 5751 km² y extiende su jurisdicción sobre los fieles católicos de rito latino residentes en 11 municipios del estado de Paraná: Curitiba, Almirante Tamandaré, Balsa Nova, Campo Largo, Campo Magro, Colombo, Itaperuçu, Palmeira, Pinhais, Porto Amazonas y Rio Branco do Sul.
La sede de la arquidiócesis se encuentra en la ciudad de Curitiba, en donde se halla la Catedral basílica de Nuestra Señora de la Luz.
En 2019 en la arquidiócesis existían 142 parroquias.
La arquidiócesis tiene como sufragáneas a las diócesis de: Guarapuava, Paranaguá, Ponta Grossa, São José dos Pinhais y União da Vitória.

## Historia
La diócesis de Curitiba fue erigida el 27 de abril de 1892 con la bula Ad universas orbis del papa León XIII, obteniendo el territorio de la diócesis de San Pablo (hoy arquidiócesis de San Pablo) y de la arquidiócesis de Río de Janeiro, de la que era originalmente sufragánea.
El 19 de marzo de 1908 cedió una parte de su territorio para la erección de la diócesis de Santa Catarina (hoy arquidiócesis de Florianópolis) 
mediante la bula Quum Sanctissimus Dominus Noster del papa Pío X.
El 7 de junio de 1908 pasó a formar parte de la provincia eclesiástica de la arquidiócesis de San Pablo.
El 10 de mayo de 1926, por la bula Quum in dies numerus del papa Pío XI, cedió otras porciones de territorio para la erección de las diócesis de Ponta Grossa y Jacarezinho y de la prelatura territorial de Foz do Iguaçu (hoy diócesis de Foz do Iguaçu), y al mismo tiempo fue elevada al rango de arquidiócesis metropolitana.
El 1 de noviembre de 1952, con la bula Ex antiquissima del papa Pío XII, se instituyó el cabildo de la catedral.
El 21 de julio de 1962 cedió una porción de territorio para la erección de la diócesis de Paranaguá mediante la bula Ecclesia Sancta del papa Juan XXIII.
El 3 de diciembre de 1976 cedió una porción de territorio para la erección de la diócesis de União da Vitória mediante la bula Qui divino consilio del papa Pablo VI.
El 6 de diciembre de 2006 cedió otra porción de territorio para la erección de la diócesis de São José dos Pinhais mediante la bula Quo plenius del papa Benedicto XVI.

## Estadísticas
De acuerdo al Anuario Pontificio 2020 la arquidiócesis tenía a fines de 2019 un total de 1 700 700 fieles bautizados.
| Año                                                                             | Población            | Población | Población      | Sacerdotes | Sacerdotes    | Sacerdotes    | Bautizados por sacerdote | Diáconos permanentes | Religiosos | Religiosos | Parroquias |
| Año                                                                             | Bautizados católicos | Total     | % de católicos | Total      | Clero secular | Clero regular | Bautizados por sacerdote | Diáconos permanentes | Varones    | Mujeres    | Parroquias |
| ------------------------------------------------------------------------------- | -------------------- | --------- | -------------- | ---------- | ------------- | ------------- | ------------------------ | -------------------- | ---------- | ---------- | ---------- |
| 1949                                                                            | 480 000              | 500 000   | 96.0           | 161        | 24            | 137           | 2981                     |                      | 224        | 550        | 39         |
| 1966                                                                            | 650 000              | 700 000   | 92.9           | 223        | 39            | 184           | 2914                     |                      | 221        | 1060       | 67         |
| 1968                                                                            | 800 000              | 1 000     | 80.0           | 253        | 53            | 200           | 3162                     |                      | 250        | 1089       | 76         |
| 1976                                                                            | 1 100 000            | 1 250 000 | 88.0           | 354        | 62            | 292           | 3107                     |                      | 641        | 1080       | 106        |
| 1980                                                                            | 1 187 000            | 1 270 000 | 93.5           | 58         | 58            |               | 20 465                   |                      | 389        | 1167       | 110        |
| 1990                                                                            | 1 855 000            | 2 246 000 | 82.6           | 401        | 74            | 327           | 4625                     | 3                    | 759        | 1229       | 131        |
| 1999                                                                            | 2 194 000            | 2 656 000 | 82.6           | 432        | 91            | 341           | 5078                     | 31                   | 906        | 1123       | 146        |
| 2000                                                                            | 2 000                | 2 700 000 | 74.1           | 442        | 102           | 340           | 4524                     | 35                   | 791        | 1168       | 150        |
| 2001                                                                            | 2 000                | 2 770 034 | 72.2           | 447        | 101           | 346           | 4474                     | 37                   | 860        | 1103       | 151        |
| 2002                                                                            | 2 000                | 2 771 651 | 72.2           | 441        | 101           | 340           | 4535                     | 40                   | 930        | 1111       | 151        |
| 2003                                                                            | 2 000                | 2 771 731 | 72.2           | 439        | 99            | 340           | 4555                     | 61                   | 795        | 1076       | 155        |
| 2004                                                                            | 2 000                | 2 771 731 | 72.2           | 451        | 101           | 350           | 4434                     | 70                   | 879        | 1177       | 154        |
| 2006                                                                            | 1 480 046            | 2 262 347 | 65.4           | 426        | 92            | 334           | 3474                     | 67                   | 721        | 1025       | 129        |
| 2013                                                                            | 1 821 000            | 2 444 000 | 74.5           | 405        | 99            | 306           | 4496                     | 64                   | 618        | 931        | 137        |
| 2016                                                                            | 1 866 000            | 2 605 000 | 71.6           | 408        | 98            | 310           | 4573                     | 87                   | 613        | 914        | 134        |
| 2019                                                                            | 1 700                | 2 633 479 | 64.6           | 505        | 105           | 400           | 3367                     | 124                  | 600        | 878        | 142        |
| Fuente: Catholic-Hierarchy, que a su vez toma los datos del Anuario Pontificio. |                      |           |                |            |               |               |                          |                      |            |            |            |

## Episcopologio
- José de Camargo Barros † (16 de enero de 1894-9 de noviembre de 1903 nombrado obispo de San Pablo)
- Duarte Leopoldo e Silva † (10 de mayo de 1904-18 de diciembre de 1906 nombrado obispo de San Pablo)
- João Francisco Braga † (27 de octubre de 1907-22 de junio de 1935 renunció[9])
- Ático Eusébio da Rocha † (16 de diciembre de 1935-11 de abril de 1950 falleció)
- Manoel da Silveira d'Elboux † (19 de agosto de 1950-6 de febrero de 1970 falleció)
- Pedro Antônio Marchetti Fedalto (28 de diciembre de 1970-19 de mayo de 2004 retirado)
- Moacyr José Vitti, C.S.S. † (19 de mayo de 2004-26 de junio de 2014 falleció)
- José Antônio Peruzzo, desde el 7 de enero de 2015